# Jama, Kranj
Jama este o localitate din comuna Kranj, Slovenia, cu o populație de 202 locuitori.